# Anna Chodakowska
Anna Chodakowska (ur. 20 lipca 1948 w Warszawie) – polska aktorka teatralna i filmowa, w latach 1973–1983 i od 1997 aktorka Teatru Narodowego w Warszawie, laureatka nagrody aktorskiej na 13. Kaliskich Spotkaniach Teatralnych (1973) i nagrody na 5. Przeglądzie Piosenki Aktorskiej (1984).

## Życiorys
Anna Chodakowska ukończyła w 1973 studia na Wydziale Aktorskim Akademii Teatralnej im. Aleksandra Zelwerowicza w Warszawie. Karierę aktorską rozpoczęła w 1973, występując w Teatrze Narodowym. W latach 1983–2003 występowała na scenie Teatru Studio w Warszawie. Obecnie aktorka Teatru Narodowego.
W 1984, na VII Wrocławskich Spotkaniach Teatrów Jednego Aktora, otrzymała nagrodę im. Lidii Zamkow i Leszka Herdegena za monodram-recital Msza wędrującego w oparciu o teksty „Missa Pagana” Edwarda Stachury w reż. Krzysztofa Bukowskiego w Starej Prochowni.
Była żoną Henryka Rozena.
W 2010 weszła w skład warszawskiego Społecznego Komitetu Poparcia Jarosława Kaczyńskiego jako kandydata na urząd Prezydenta RP. W wyborach parlamentarnych w 2011 i 2015 bez powodzenia ubiegała się o mandat senatorski jako bezpartyjna kandydatka z listy partii Prawo i Sprawiedliwość w jednym z okręgów warszawskich.
Weszła w skład komitetu wspierającego kandydaturę Karola Nawrockiego na prezydenta RP w wyborach w 2025.

## Filmografia
- 1976: Znaki szczególne – Barbara Krajewska
- 1977: Trzy po trzy
- 1978: Bestia
- 1978: Wielki podryw
- 1978: Dorota
- 1978: Justyna
- 1979: Zielone lata
- 1979: Biały mazur
- 1979: Doktor Murek
- 1981: Amnestia
- 1981: Gdzie szukać szczęścia
- 1982: Krzyk
- 1983: Śledztwo porucznika Tomaszka
- 1983: Widziadło
- 1984: Dokąd człowieku
- 1985: Dziewczęta z Nowolipek
- 1985: Klatka
- 1986: Zakaz wyjazdu
- 1987: Brawo Mistrzu
- 1987: Zabij mnie glino
- 1988: W labiryncie – Renata, siostra Ewy Glinickiej
- 1989: Co lubią tygrysy
- 1989: Sztuka kochania
- 1991–1992: Kuchnia polska – Alicja Bergman
- 1992: 1968. Szczęśliwego Nowego Roku
- 2006: Magda M.
- 2008: Wydział zabójstw

## Ordery i odznaczenia
- Krzyż Oficerski Orderu Odrodzenia Polski (nadanie 2015[10]; wręczenie 2017[11])
- Krzyż Kawalerski Orderu Odrodzenia Polski (2005)[12]
- Srebrny Krzyż Zasługi (1977)
- Medal 40-lecia Polski Ludowej
- Srebrny Medal „Zasłużony Kulturze Gloria Artis” (2013)[13]
- Nagroda indywidualna RSW „Prasa-Książka-Ruch” (1984)[14]